# Phun trào Campania Ignimbrite
Campania Ignanimbrite có nghĩa là 'những cánh đồng cháy". là một siêu núi lửa ở đất nước hình chiếc ủng. Campi Flegrei gồm một mạng lưới núi lửa rộng lớn hình thành từ hàng trăm nghìn năm trước, từ ngoại ô Naples tới bờ biển Địa Trung Hải.
Campanian Ignimbrite, xảy ra khoảng 39.000 năm trước, là trận phun trào núi lửa nổi tiếng nhất của Campi Flegrei. Đây là đợt phun trào khủng khiếp khiến 300 km khối đá nóng chảy và phóng khoảng 450.000 tấn khí khói bụi vào không khí, bay sang tận miền trung nước Nga cách đó khoảng 2.000 km.
Sau đó, một khu vực lớn đất đai ở Ý đến bờ biển Địa Trung Hải, kéo dài tới Đông Âu bị một lớp tro dày 20 cm bao phủ.
Kể từ năm 1538, Campi Flegrei chưa phun trào thêm một lần nào. Tuy nhiên các nhà khoa học cho rằng mắcma sâu bên trong Campi Flegrei đang dần hoạt động trở lại. Ngày nay, nó nằm ở trung tâm một khu vực có 6 triệu người do đó nếu phát nổ, đây sẽ là một thảm họa của thế giới thế kỷ 21.
Ngoài ra, trận núi lửa này còn được cho là một trong những nguyên nhân góp phần tạo nên sự tuyệt chủng của người Homo Neanderthalenis.